# Arda Güler
Arda Güler (Ankara, Turquia, 25 de febrer de 2005) és un futbolista turc que juga de centrecampista al Reial Madrid CF de la Primera Divisió espanyola.

## Trajectòria

### Fenerbahçe SK
Va entrar a les categories inferiors del Fenerbahçe SK el 2019 procedent del Gençlerbirliği SK, on va ser promogut al primer equip el gener de 2021. Va debutar com a jugador substitut contra l'HJK finès a la Lliga Europa. Disputà 12 trobades de la Superlliga de Turquia en el seu primer any, on va registrar 3 gols i 4 assistències, amb actuacions que van cridar l'atenció de grans clubs europeus. Durant aquest any, al març de 2022, va renovar el seu contracte amb el club per tres anys.
Per a la temporada 2022-23, se li va assignar el dorsal número 10, que té un significat especial per a l'afició del Fenerbahçe, sent el dorsal de l'excapità i la llegenda del club Alex de Souza. En la primera trobada de la temporada davant el Kasımpaşa SK, va marcar dos gols en 21 minuts. Va acabar guanyant la Copa de Turquia i sent nomenat millor jugador de la final.

### Reial Madrid CF
El 6 de juliol de 2023 va ser traspassat al Reial Madrid CF El preu de l'operació va ser de 20 milions d'euros fixos més 10 variables i un 20% d'una futura venda. Va debutar amb el Reial Madrid el 6 de gener de 2024 en un partit de Copa del Rei, contra l'Arandina C. F., després d'haver patit tres lesions des de la seva arribada. Va marcar el seu primer gol el 10 de març contra el RC Celta de Vigo a la lliga espanyola.

## Internacional

### Categories inferiors
Va participar en el procés de Classificació al Campionat Europeu Sub-17 de la UEFA 2022 amb la selecció sub-17 de Turquia, en què va disputar tres partits. A més, va formar part de l'equip en el propi Campionat Europeu Sub-17 de la UEFA 2022, disputant igualment tres partits.

### Selecció absoluta
Va debutar amb la selecció absoluta al novembre de 2022 davant la República Txeca en un amistós. El seu primer gol va arribar el següent 19 de juny en un partit de classificació per a l'Eurocopa 2024 contra Gal·les, convertint-se amb 18 anys i 114 dies en el golejador més jove en la història de la selecció.

## Palmarès
Fenerbahçe SK
- 1 Copa turca: 2022-23

Reial Madrid CF
- 1 Copa Intercontinental de la FIFA: 2024[14]
- 1 Lliga de Campions de la UEFA: 2023-24[15]
- 1 Supercopa d'Europa: 2024[16]
- 1 Lliga espanyola: 2023-24[17]
- 1 Supercopa espanyola: 2024[18]